# Romeinse burgeroorlog (432)
De Romeinse burgeroorlog (432) was een militair conflict tussen de generaals Aëtius en Bonifatius tijdens het bewind van keizer Valentinianus III. Deze oorlog speelde zich af op Italiaanse bodem en werd beslist in de slag bij Ravenna. Ondanks dat Aëtius de slag verloor eindigde de burgeroorlog wel in zijn voordeel,  omdat Bonifatius tijdens de slag gewond raakte en uiteindelijk aan zijn verwondingen stierf.
Naast de twee generaals was Galla Placidia als regentes een machtsfactor van betekenis. Zij leverde tijdens haar regentschap in de jaren 429 tot 432 een niet onbelangrijke bijdrage aan dit conflict. Zij wist namelijk niet te voorkomen dat haar twee belangrijkste generaals er de voorkeur aan gaven elkaar te bestrijden in plaats van respectievelijk de Vandalen in het huidige Noord-Afrika en de Hunnen in Pannonië te bevechten. Met haar beslissing in 432 om Aëtius het bevelschap over het Romeinse leger te ontnemen ten gunste van Bonifatius creëerde ze feitelijk de grondslag voor het ontstaan van dit conflict.

## Achtergrond

### De usurpatie van Johannes
Bonifatius en Aëtius waren beiden ambitieuze generaals die boven kwamen drijven in de turbulente periode na de dood van keizer Honorius in 423. Zij raakten betrokken in een reeks politiek en militaire confrontaties, onder meer tussen Johannes (423-425) die zich door de senaat tot keizer liet uitroepen en de erfopvolgers van Honorius: zijn vrouw Galla Placida met haar minderjarige zoon Valentianus en zijn neef Theodosius II,  keizer van het Oost-Romeinse rijk. In 425 brak er een burgeroorlog uit die  gewonnen werd door de nazaten van Honorius. Hierna werd Aëtius, die Johannes steunde, weggepromoveerd naar de provincie Gallië en kwam Bonifatius, een volgeling van Galla Placidia, op een zijspoor terecht.

### De burgeroorlog tussen Bonifatius en Felix
Niet eens met de gang van zaken zoals die na de val van Johannes verliepen, weigerde Bonifatius zijn post in Noord-Afrika te verlaten. Door zijn huwelijk met de Gotische prinses Pelagia beschikte hij over een privéleger van voornamelijk Gotische Bucellari en was het reguliere leger in Afrika, de Comitatenses,  hem trouw gebleven. Dit stelde hem in staat om een eigen koers te bewandelen.
Een nieuwe confrontatie deed zich voor toen er in 427 een complot tegen Bonifatius gesmeed werd en deze  Noord-Afrika afscheidde van het rijk. Die periode staat bekend als de burgeroorlog van 427-429. In dit conflict waren Bonifatius en de opperbevelhebber van het leger Felix elkaars tegenspeler. Dit conflict eindigde toen Galla Placidia zich met Bonifatius  verzoende. Aëtius hield zich tijdens dit conflict afzijdig tot hij in 429 verheven werd in de rang van magister militum. Dit was de junior rang van de twee functies van comes et magister utriusque militiae, waarvan de senior functie bekleed werd door Felix, die daarmee de meest invloedrijke man was in die jaren, en tevens een aanhanger van Galla Placidia. 

## Voorspel

### De oorlog tegen de Vandalen in Afrika
Nadat Bonifatius in 429 afreisde naar Ravenna om zich te verzoenen met Galla Placida, keerde hij terug naar Noord-Afrika om campagne te voeren tegen de Vandalen. Die hadden tegen 430 heel Mauretanië veroverd en begonnen nu de regio Numidië binnen te dringen, waar Bonifatius hun opwachte met zijn leger. In de slag bij Calama, brachten de Vandalen begin 430 de Romeinen een zware nederlaag toe, waarna Bonifatius zich terugtrok op de stad Hippo Regius dat vanaf mei 430 werd belegerd. Tijdens het beleg stierf de kerkvader Augustinus. Na 14 maanden belegering liet Bonifatius de stad over aan de Vandalenkoning en trok zich terug om zijn krachten te bundelen met de Oost-Romeinse generaal Aspar, die vanuit Constantinopel met een leger over zee arriveerde. Begin 432 trokken zij gezamenlijk op tegen Geiserik, maar werden  verslagen.

### De samenzwering tegen Aëtius
Naar verluidt begon de opperbevelhebber van het Romeinse leger Felix, na de promotie van Aëtius, een samenzwering tegen hem, maar Aëtius was Felix voor en beraamd een moordaanslag. Rivaliteit tussen beiden en insubordinatie van Aëtius lijkt hieraan ten grondslag te hebben gelegen.  In mei 430 onderbrak Aëtius zijn veldtocht in de Alpen voor overleg met Felix. Ruzie over de te volgen koers kwam tot een uitbarsting, waarna Felix en zijn vrouw werden vermoord in de Basilica Ursiana in Ravenna.  Hoe het ook zei, Aëtius verkreeg na de dood van Felix de positie van senior magister militum. Volgens Wijnendaele werd de veldtocht van Aetius in de Alpen uitgevoerd zonder goedgekeurd van de keizerlijke regering te Ravenna, en waren zijn campagnes in Raetia en Noricum het resultaat van de onwil van het leger of van zijn Hunnen om deel te nemen aan een overzeese campagne tegen de Vandalen in Afrika. In plaats daarvan onderdrukte hij de invallen in het noorden vanwaar hij de keizerlijke zetel Ravenna nauwlettend in de gaten kon houden, voordat hij tegen de Franken optrok.

### Rivaliteit tussen Aëtius en Bonifatius
Na de executie van Felix in 430 bleven Aëtius en Bonifacius over als de meest invloedrijke generaals van het rijk, beiden strijdend om de gunst van Placidia. In 432 bekleedde Aëtius het consulaat, een erefunctie, maar werd Bonifacius in dat jaar teruggeroepen naar Italië, hartelijk ontvangen door Placidia en kreeg hij de rang van patriciër, eveneens een erefunctie. Bovendien gaf zij hem de senior comes et magister utriusque milities functie, terwijl Aetius zijn militaire bevel werd ontnomen.. Met deze besluiten creëerde zij een explosieve situatie.

## De oorlog tussen Bonifatius en Aetius
Aëtius, die geloofde dat zijn val nu op handen was, kwam openlijk in opstand tegen het keizerlijk gezag in Ravenna. Hij marcheerde vanuit Gallië op tegen Bonifacius die in Ravenna verbleef. Aëtius had zijn eigen troepen uit het Westen meegenomen die hij oorspronkelijk van plan was om in te zetten tege de Sueven In Spanje, terwijl Bonifatius over een deel van zijn troepen uit Afrika beschikte, hoogstwaarschijnlijk bestaande uit zijn persoonlijke bucellarii en lokale Italiaanse troepen. De twee krijgsheren raakten slaags vijf Romeinse mijl buiten Arminium (de huidige stad Rimini) in 432  
Toen de strijd voorbij was, had Bonifatius gezegevierd, maar hij zou niet lang van zijn overwinning genieten. Hij raakte gewond tijdens de veldslag en een paar maanden later stierf hij aan een slagwond.

## Nasleep en einde
Na Bonifatius' dood nam zijn schoonzoon Sebastianus diens positie over als opperbevelhebber en zette de strijd in Italië voort. Hij probeerde Aëtius gevangen te nemen die zich na de verloren veldslag teruggetrokken had op een van zijn versterkte landgoederen in Italie. Aëtius wist echter te vluchten en zocht een goed heenkomen bij de Hunnen in Pannonia. Hier reisde hij naar het hof van zijn vriend, de Hunnenkoning Rua, en verwierf een nieuw leger, waarmee hij terugkeerde naar Italië . 
Met hulp van dit leger werd Aëtius de bovenliggende partij. Hij verzoende zich met Galla Placidia die hem opnieuw de titel van comes et magister utriusque milities aanbood. Aetius liet vervolgens Sebastianus uit Italië verbannen, eigende zich de eigendommen van Bonifacius toe en trouwde met diens weduwe Pelagia. Aëtius was de grote overwinnaar in deze burgeroorlog.  Galla Placida speelde geen rol meer van betekenis en maakte in 437 plaats voor haar zoon Valentinianus III die een zwakke keizer zou blijken te zijn.

### Gevolgen
Met de dood van Bonifatius was er een einde gekomen aan een periode waarin verschillende generaals om de macht in het leger hadden gestreden, en daarmee ook om de macht van het West-Romeinse Rijk. Deze episode zou niet zonder gevolgen zijn, want het kostte uiteindelijk het rijk de belangrijke provincies Mauretania Tingitana, Mauretania Caesariensis, Africa en Pannonië. Aëtius bleef als enige van de 'krijgsheren' over en was daarmee de feitelijke heerser geworden, echter koos hij ervoor om niet zelf keizer te worden. Met dit besluit brak hij het monopolie van de westerse keizerlijke regering op geweld, waardoor hij de weg vrijmaakte voor toekomstige krijgsheren-commandanten en het uiteenvallen van het westerse leger in de tweede helft van de vijfde eeuw. 